# Эштреков, Владимир Хазраилович
Влади́мир Хазраи́лович Эштре́ков (16 мая 1947, Нальчик) — советский футболист и российский футбольный тренер. Мастер спорта международного класса (1972).

## Биография
Родился в городе Нальчик, и там же занимался в местном ДЮСШ. В 1964 году Эштреков стал игроков основного нальчинского «Спартака», откуда отправился в московский «Спартак». За клуб в свой первый приход он сыграл девять матчей, забил один гол. Вернулся в Нальчик и привлек внимание другого московского клуба — «Динамо», где впоследствии играл на протяжении пяти лет и сыграл более ста матчей.

## Достижения

### Игрок
- Обладатель Кубка СССР в составе клуба «Динамо» Москва (1970)
- Серебряный призёр чемпионата СССР в составе клуба «Динамо» Москва (1970)
- Финалист Кубка обладателей кубков УЕФА в составе клуба «Динамо» Москва (1972)

Автор первого гола советских клубов в финалах европейских клубных турниров (1972).

### Тренер
- Бронзовый призёр чемпионата России (2005)